# Jasionów (województwo podkarpackie)

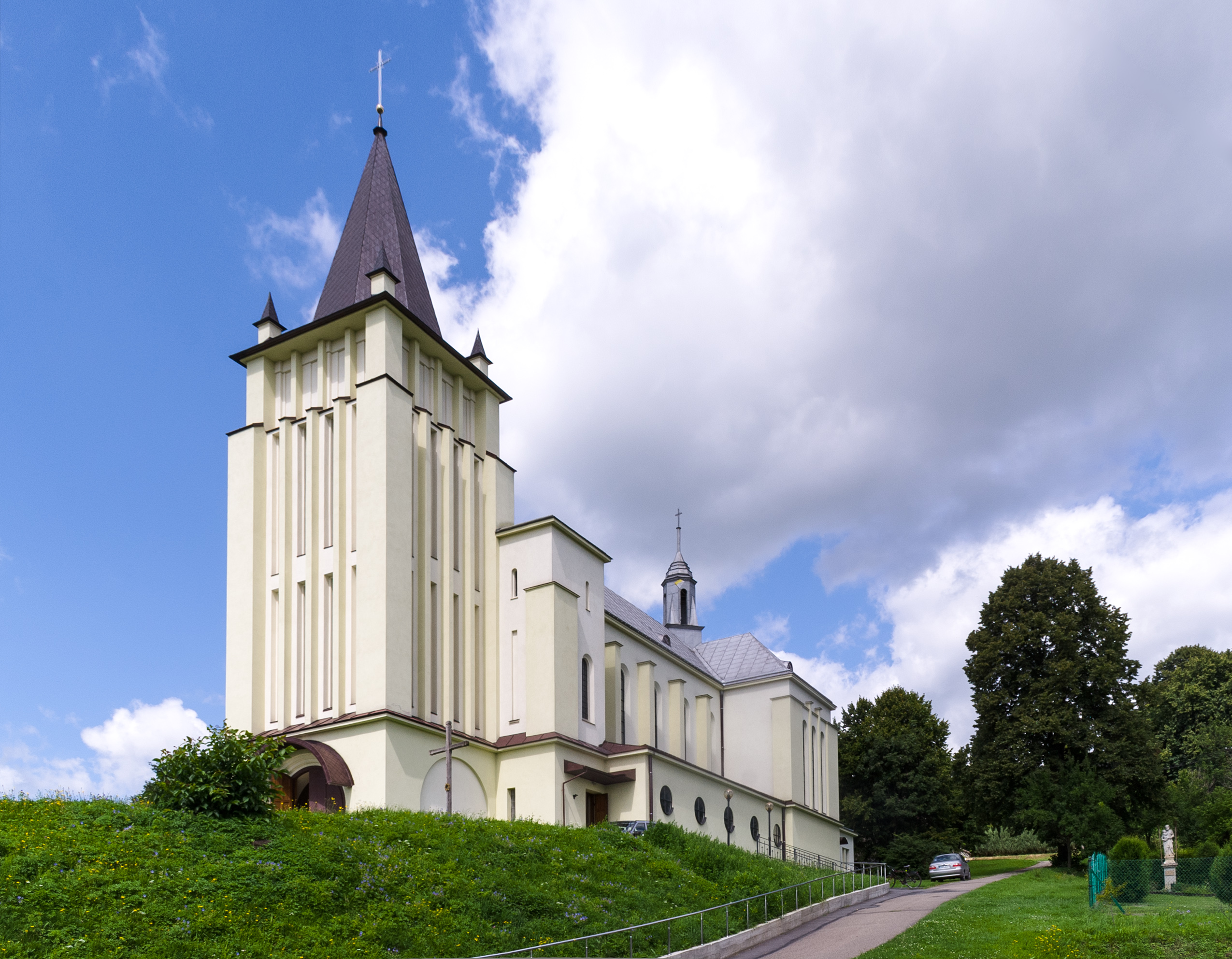
Kościół parafialny

Jasionów – wieś w Polsce położona w województwie podkarpackim, w powiecie brzozowskim, w gminie Haczów.
Leży przy DW887.
W latach 1954–1972 wieś należała i była siedzibą władz gromady Jasionów. W latach 1975–1998 miejscowość administracyjnie należała do województwa krośnieńskiego.
Miejscowość jest siedzibą rzymskokatolickiej parafii.

## Części wsi
| SIMC    | Nazwa          | Rodzaj    |
| ------- | -------------- | --------- |
| 0351395 | Bukowskie Góry | część wsi |
| 0351403 | Czekaj         | część wsi |
| 0351410 | Grabiec        | część wsi |
| 0351426 | Różanka        | część wsi |
| 0351432 | Ruda           | część wsi |

## Historia
Wieś oddalona 7 km od Haczowa, w kierunku wschodnim. Za pierwotną postać nazwy wsi wbrew chronologii zapisów można przyjąć formę Jasiona, reprezentującą ginący typ przymiotnika. Jest to nazwa fizyczna w związku z jasion (jasień, jasień). W źródłach nazwa wsi pisana była w następujących postaciach: Iassonow (1427), Iassenow (1430), Iassenow, Iassyenow (XVI wiek), Jaszionow (1589), Jasionów (1614), Jasionów (XIX wiek).
Pierwszym znanym nam właścicielem Jasionowa był Mikołaj z Jasionowa (1424-1428). Po nim wieś była własnością jego synów: Pawła, Jana i Dobiesława Jasieńskich. Ich siostra była żoną szlachcica Mikołaja Cygana. Jasieńscy byli także właścicielami Zmiennicy i Turzego Pola. Po śmierci braci często dochodziło do waśni między spadkobiercami, stąd w roku 1455 sprawy te rozstrzyga przebywająca w Krośnie królowa Zofia.
W 1427 r. proboszczem istniejącej już tutaj parafii był Szczepan, zaś w latach 1444-1455 funkcję tę pełnił ks. Andrzej. W skład jasionowskiej parafii pod koniec XV stulecia wchodziły wsie: Buków, Turze Pole, Trześniów, Wzdów, Zmiennica i Jasionów.
W XV stuleciu istniała tutaj cerkiew prawosławna. Pod koniec XVI wieku (1590 r.) dziedzic Jasionowa Jerzy Błoński wypędził miejscowego proboszcza, spalił akta parafialne, a kościół zamienił na zbór kalwiński. Proboszcz znalazł schronienie w Trześniowie i stąd administrował dawną parafią, Dopiero w roku 1644 ks. Sebastian Zyberowicz odzyskał dawną świątynię w Jasionowie. Stało się to za sprawą Trybunału Lubelskiego. Konsekracja odnowionej świątyni odbyła się dwa lata później, 1 listopada. Od tego czasu – aż do 1913 r. – kościół w Trześniowie był świątynią filialną.
Powierzchnia Jasionowa w 1785 r. wynosiła 6,08 km². W miejscowości tej mieszkało 411 osób, w tym 11 Żydów. W roku 1867 liczba mieszkańców wzrosła do 550. W tym okresie majątek ziemski w Jasionowie był własnością Henryka Truskolaskiego (ojca późniejszego generała Gustawa Truskolaskiego). W 1884 kupił go od Henryka Truskolaskiego Teofil Ostaszewski dla swej córki Marii, ożenionej z Augustem Dzieduszyckim.
W roku 1883 powstał w Jasionowie jeden z pierwszych w Galicji ludowych zespołów amatorskich, który wystawił we wzdowskiej stajni wyścigowej Teofila Ostaszewskiego sztukę Władysława Antczyca „Flisacy”. Organizatorem tego amatorskiego ruchu teatralnego był syn miejscowego organisty i nauczyciela szkoły parafialnej – Adam Froń. Rok później z tym samym jasionowskim zespołem opracował i wystawił „Gwiazdę Syberii” Stanisława Starzyńskiego i „Karpackich górali” Józefa Korzeniowskiego.
Pod koniec XIX wieku właścicielami dóbr ziemskich w Jasionowie byli Erazm i Regina Leszczyńscy.

### Kościół w Jasionowie
Zbudowany w 1810 r. drewniany kościół, położony na niewielkim wzniesieniu, został na początku lat osiemdziesiątych przeniesiony do Zmiennicy (po wybudowaniu nowej świątyni w 1956 r. nie był użytkowany). Świątynia ta po rekonstrukcji w roku 1981 została poświęcona przez bpa Ignacego Tokarczuka (obecnie jest to kościół parafialny pw. Trójcy Św.). Wraz z kościołem przeniesiono do Zmiennicy płytę nagrobną A.D.E. Wzdowskiego z 1539 r. z pięcioma herbami: Szreniawa z literami I.W. oraz w narożnikach Szreniawa, Jastrzębiec, Gozdawa i Grzymała (?). Jej fundatorem był syn zmarłego, Jan Wzdowski. W dawnym kościele w Jasionowie użyta była jako stopień ołtarza głównego. W Zmiennicy ułożona jest na placu przykościelnym. Jest to najstarsza płyta nagrobna w regionie brzozowskim.
W tym kościele pracował ks. Jan Bardzik (1853-1913) z Odrzykonia, który święcenia kapłańskie otrzymał w 1879 r., a od grudnia 1887 r. do stycznia 1913 r. był tu proboszczem, wpływając na kształtowanie postawy patriotycznej.
Obecny jasionowski kościół parafialny pw. św. Katarzyny wzniesiony został w latach 1939-1956. Urządzenie wnętrza częściowo zostało przeniesione z dawnego kościoła. Na uwagę zasługuje późnogotycka chrzcielnica z XV/XVI wieku, kamienna, ośmioboczna – z bogatą dekoracją heraldyczną, złożoną z 12 herbów. Powyżej kościoła wznosiła się murowana plebania z połowy XIX wieku, obecnie zburzona.
Dzwonnica została wybudowana w drugiej połowie XIX wieku, obok drewnianego kościoła parafialnego p. w. św. Katarzyny, zastępując wcześniejszą – drewnianą dzwonnicę. Pierwotnie mieściła się w obwodzie ogrodzenia placu kościelnego, pełniąc równocześnie funkcję bramy (stąd jej forma). Dzwonnica murowana z cegły, otynkowana, dwukondygnacyjna. Dolna kondygnacja w formie jednoarkadowej. Górna kondygnacja z trzema arkadami zamkniętymi półkoliście. Korona muru ukształtowana szczytowo. Dach dwuspadowy o połaciach opartych o koronę muru dzwonnicy, kryty blachą. Dzwonnica parawanowa, ażurowa. Dolna kondygnacja z szeroką arkadą zamkniętą łukiem. Wyposażenie dzwonnicy stanowią trzy dzwony, w tym jeden późnogotycki z 1540 r.

### Dwór

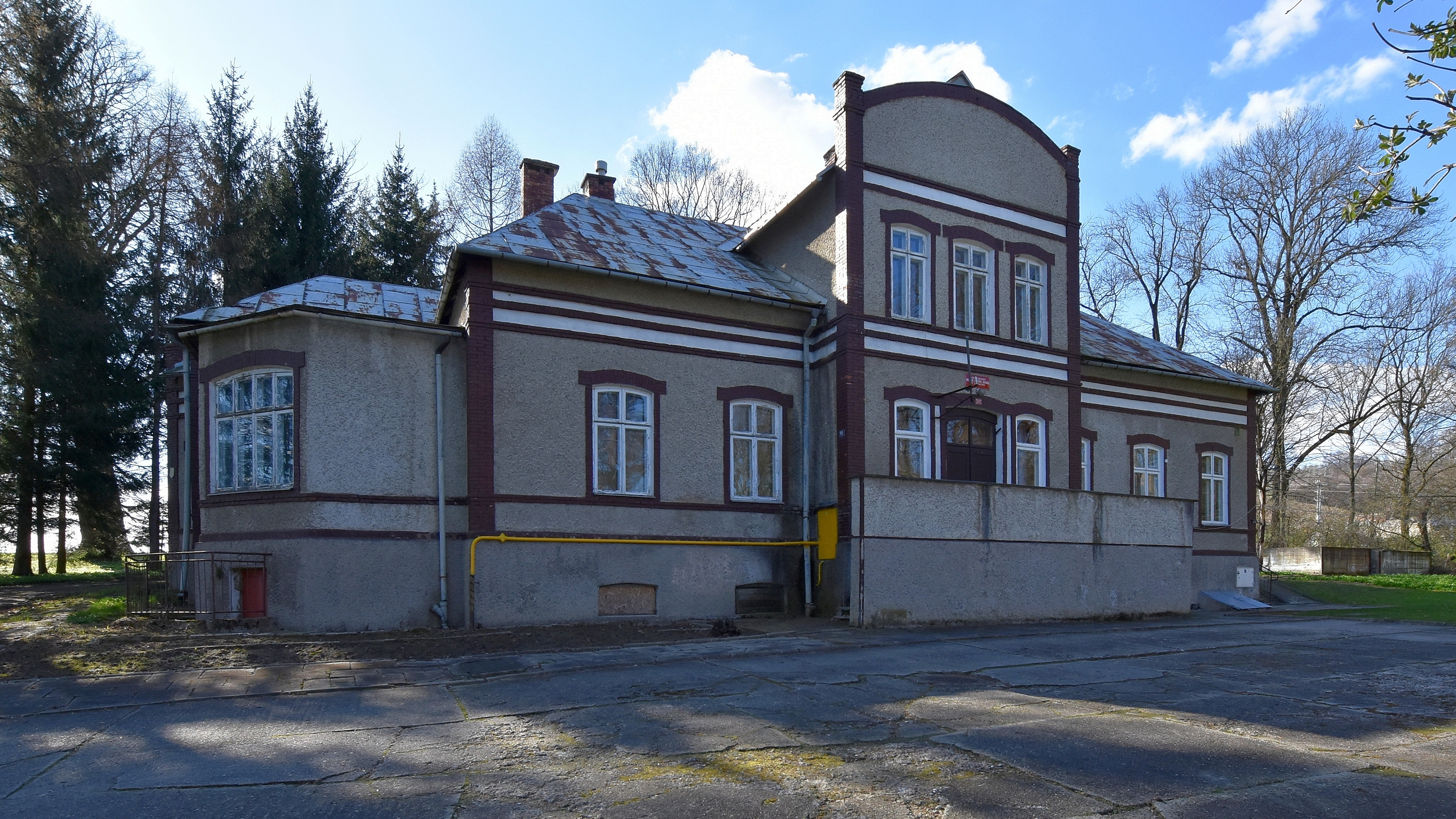
Zabytkowy dwór

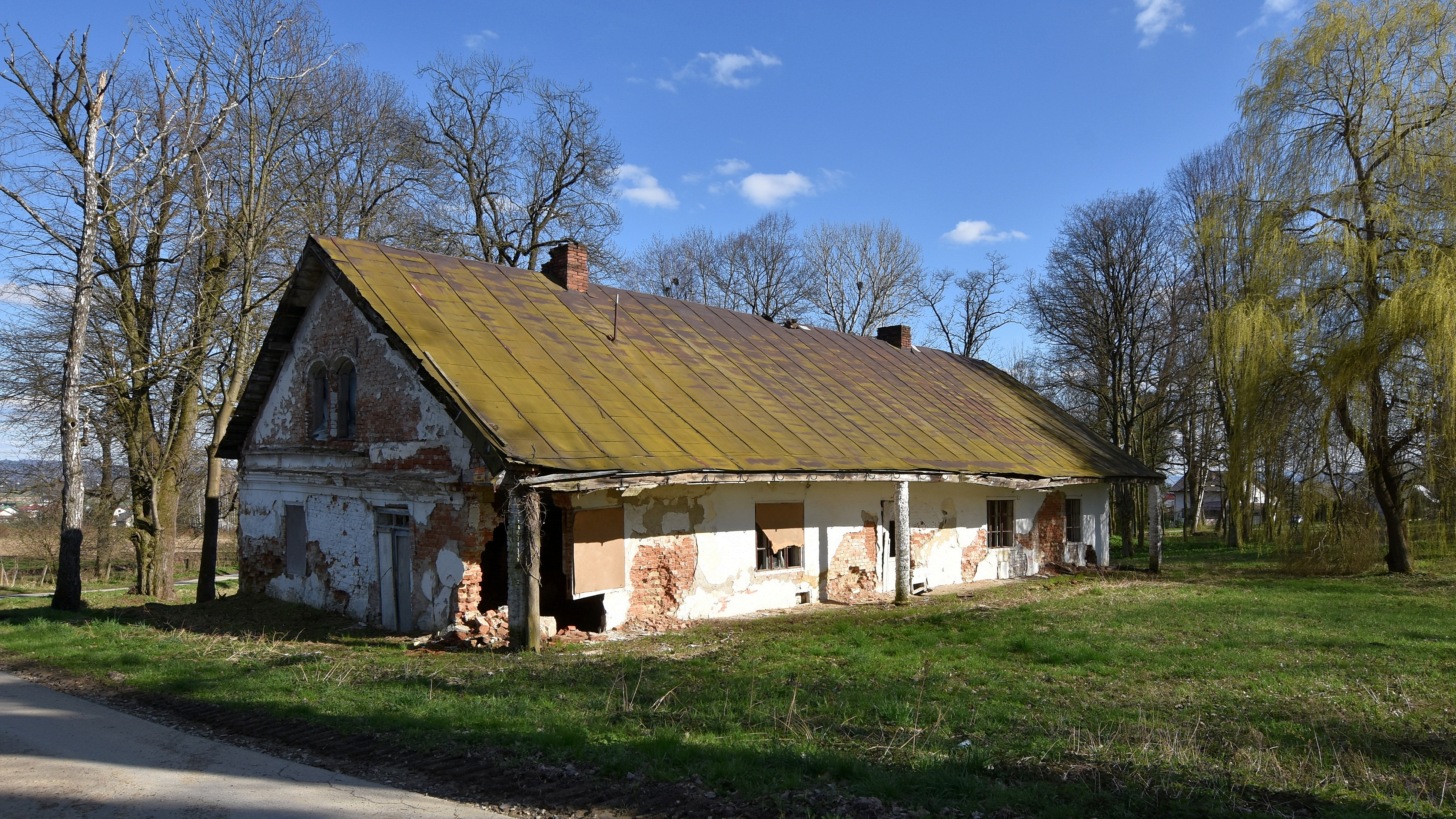
Stary dwór

W otoczeniu krajobrazowego parku z pierwszej połowy XIX wieku usytuowany jest murowany dwór, z cegły, wzniesiony zapewne w pierwszej połowie XIX wieku, niegdyś własność Truskolaskich i Dzieduszyckich. W dworze tym mieszkał m.in. August Pius Dzieduszycki.
Dwór podpiwniczony, dwutraktowy, z sienią na osi. Elewacja frontowa pięcioosiowa z zadaszeniem wspartym na 5 kolumnach. Obiekt po przeprowadzeniu prac remontowych w połowie lat osiemdziesiątych użytkowany jest obecnie jako Ośrodek Zdrowia. Ponadto mieszczą się w nim 3 mieszkania dla obsługi medycznej.
Na północ od dworu usytuowany jest spichlerz folwarczny z I. połowy XIX wieku. Drewniany, konstrukcji zrębowej.
W otoczeniu dworu rozplanowane zostały Ogrody na skłonie wierzchowiny i pośród pól ornych. Starodrzew jest wyraźnie dominującym elementem w bezleśnym krajobrazie wsi. W rozplanowaniu ogrodów wyróżnić można dwie fazy. Na folwarku w otoczeniu starego parterowego dworu oraz drewnianego spichlerza zachowane są z I połowy XIX w. naturalnego pochodzenia zbiorowiska roślinne z pomnikowymi drzewami: topoli białej, jesionu wyniosłego i lipy szerokolistnej. W otoczeniu pałacu, pochodzącego z początku XX wieku jest założenie ogrodu, rozplanowane na rzucie kwadratu. Sieć głównych dróg dojazdowych wraz z podjazdem do dworu przetrwała bez zmian. Drogi wewnętrzne zachowane są tylko częściowo. Czytelne są dwa stawy, dziś już częściowo zarośnięte, warzywniki, sad owocowy. Z krajowych drzew lipa szerokolistna i drobnolistna zajmuje około 30% składu gatunkowego. Licznie występują: jesion wyniosły, topola biała i osika, grab pospolity, klon paklon, dąb szypułkowy, świerk pospolity, klon zwyczajny i jawor, robinia akacjowa, brzoza brodawkowata, modrzew europejski, sosna zwyczajna, jesion wyniosły odmiana zwisła, wiąz górski. Rosną też okazałe: buk pospolity odmiany purpurowej i dąb czerwony, sosna wejmutka, iglicznia trójciemiowa, daglezja zielona, sosna czarna, choina kanadyjska, jałowiec sawina, kasztanowiec biały i gładki.

### Cmentarz w Jasionowie

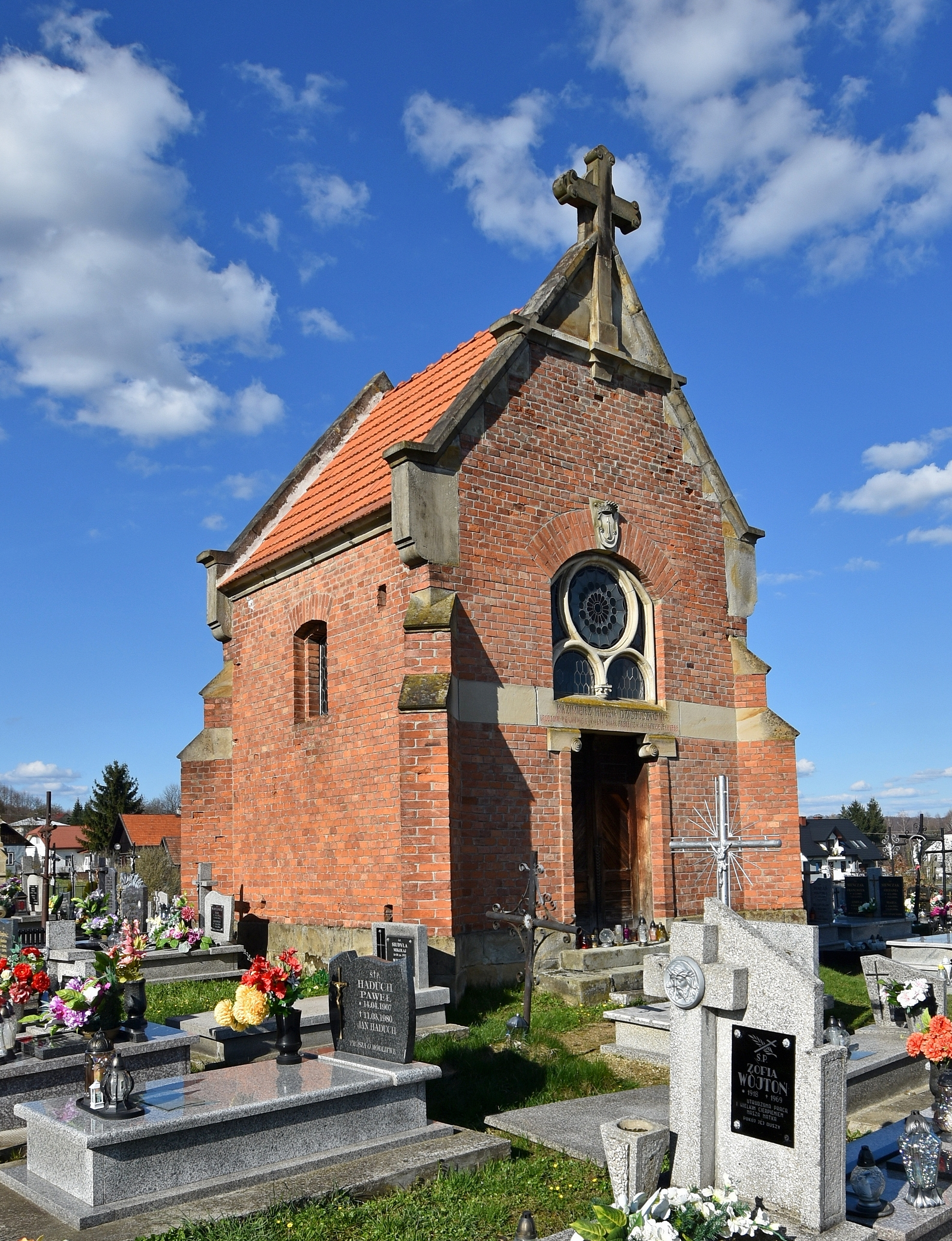
Kaplica hr. Dzieduszyckiego na cmentarzu

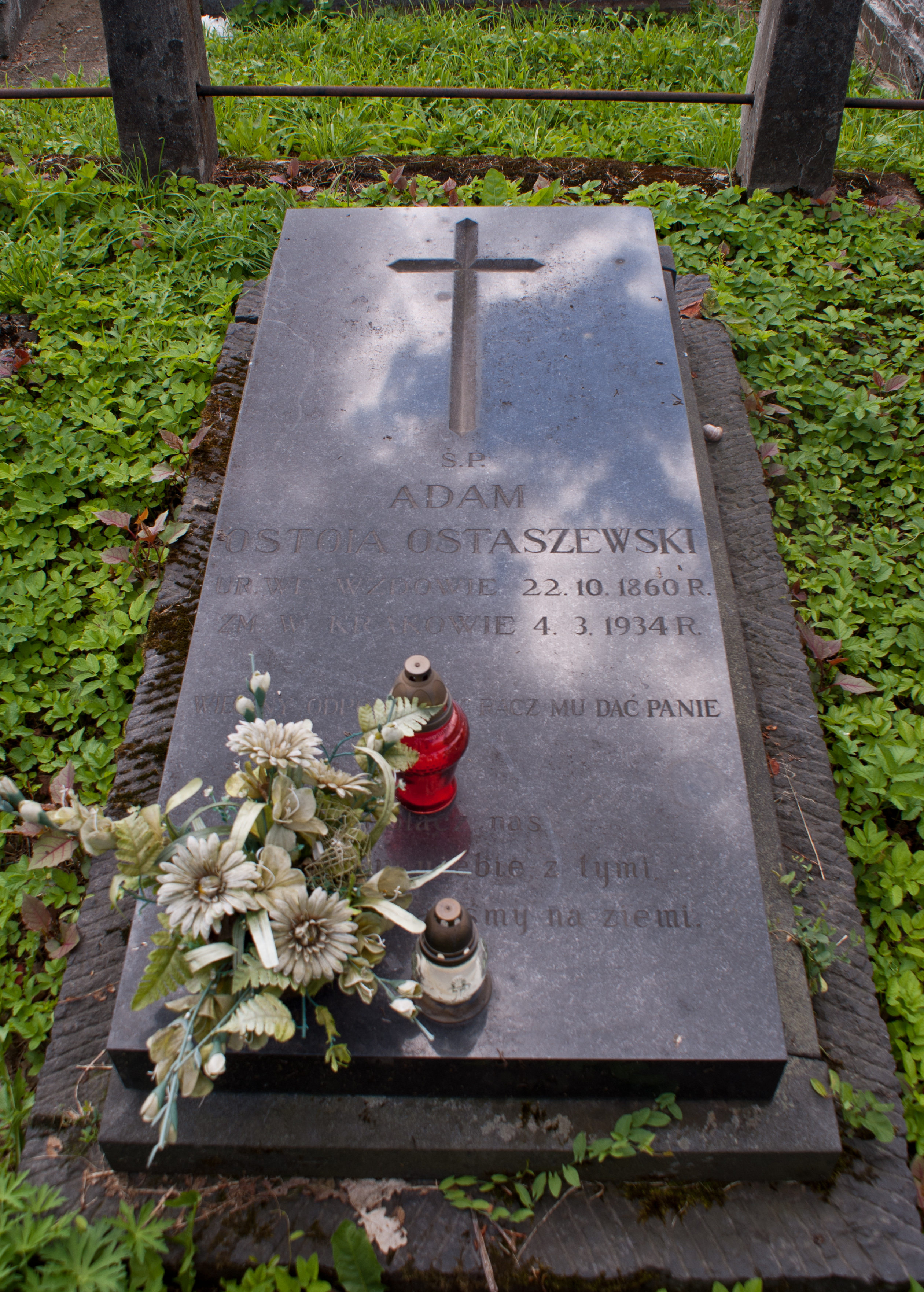
Nagrobek Adama Ostaszewskiego na cmentarzu w Jasionowie

Na miejscowym cmentarzu okazała kaplica Dzieduszyckich, pochowany w niej jest hrabia Kazimierz Dzieduszycki, (zmarły 15 września 1893 r. w Jasionowie w wieku niespełna 19 lat) oraz groby: Adama Ostaszewskiego, jego małżonki Marii Ostaszewskiej-Ostoja z Chłapowskich (30 XI 1864 – 7 II 1941, zmarłej w Krakowie) i ich córki Elżbietki Ostaszewskiej, (zmarłej 29 września 1897 r. we Wzdowie).
Znajdują się tu także groby: ks. prof. Ludwika Wasylewicza (12 XI 1898 – 10 X 1974) – uczestnika I wojny światowej, kapelana w randze kapitana w wojnie 1939 r., więźnia obozów w Działdowie, Łańcucie, Rzeszowie i Stanisława Koniecznego (1894-1966) - ojca rzeźbiarza Mariana Koniecznego.
Na jasionowskim cmentarzu 11 października 1991 r. pochowany został – obok swojego ojca – prof. Walerian Pańko.

## Ludzie związani z miejscowością
- Marian Konieczny – artysta, rzeźbiarz
- Janusz Gołda – pisarz
- Walerian Pańko – prezes NIK
- Adam Ostaszewski – wynalazca
- Gustaw Truskolaski – generał
- Krzysztof Zamorski - dyrektor Biblioteki Jagiellońskiej, profesor UJ
- Józef Ziemiański (ur. 1890) – podpułkownik artylerii Wojska Polskiego, kawaler Virtuti Militari
- Zbigniew Szuba – polski pięcioboista